# Methode des kritischen Pfades
Die Methode des kritischen Pfades (auch Tätigkeits-Pfeil-Darstellung genannt; englisch critical path method, CPM) repräsentiert die Vorgangspfeil-Netzpläne, eine spezielle Netzplantechnik. Sie wurde 1956/57 vom amerikanischen Chemiekonzern DuPont in Zusammenarbeit mit den ADV-Spezialisten Remington Rand Corp. entwickelt und auf einer UNIVAC I implementiert, um große Investitionsvorhaben sowie Instandhaltungsarbeiten bei Chemieanlagen systematisch zu planen und zu überwachen.

## Grundlagen
Die Methode des kritischen Pfades verwendet die Darstellungsform des Vorgangspfeils. Bei CPM-Plänen werden die Vorgänge als Pfeile, die Ereignisse als Knoten und die Anordnungsbeziehungen wieder als Pfeile dargestellt. Voraussetzung, um mit einem Netzplan sinnvoll arbeiten zu können, ist, dass alle Vorgänge des Projekts mit der jeweiligen individuellen Dauer richtig zueinander in Beziehung gesetzt werden.

## Erstellung
Folgende CPM-Regeln sind zu beachten:
1. Ein Vorgang kann erst beginnen, wenn alle vorhergehenden Vorgänge (Vorgänger) abgeschlossen sind. Dabei fällt das Anfangsereignis mit dem Endereignis des vorhergehenden Vorgangs zusammen (Ausnahme erster Vorgang).
2. Müssen mehrere Vorgänge beendet sein, bevor ein folgender Vorgang (Nachfolger) beginnen kann, so enden sie im Anfangsereignis des Nachfolgers.
3. Können mehrere Nachfolger beginnen, nachdem ein Vorgänger beendet ist, so beginnen sie im Endereignis des Vorgängers.
4. Haben zwei oder mehr Vorgänge gemeinsame Anfangs- und Endereignisse, so ist ihre eindeutige Kennzeichnung durch Einfügen von Scheinvorgängen sicherzustellen. Scheinvorgänge sollten als gestrichelter Pfeil, der besseren Übersichtlichkeit wegen, dargestellt werden.
5. Beginnen und enden in einem Ereignis mehrere Vorgänge, die nicht alle voneinander abhängig sind, muss die Eindeutigkeit ebenfalls durch Scheinvorgänge erreicht werden.
6. In einer Folge von Vorgängen können beliebig viele Scheinvorgänge eingefügt werden. Sie dienen der logischen Verknüpfung und können die Übersicht erhöhen. Scheinvorgänge sollten als notwendiges Übel angesehen und deshalb generell sparsam angewendet werden.
7. Kann ein Vorgang beginnen, bevor der Vorgänger vollständig abgeschlossen ist, so muss der Vorgänger unterteilt werden. Diese Regel erhöht nicht unbedingt die Klarheit des Netzplans.
8. Jeder Vorgang darf nur einmal ablaufen, es dürfen keine Schleifen auftreten.

## Rechnerische Darstellung
Wenn die benötigten Informationen über Dauer, Termine und Anordnungsbeziehungen (Begriff siehe Netzplantechnik) vorliegen, kann die Berechnung des kritischen Pfades unabhängig von der graphischen Darstellung erfolgen.
Berechnet werden die Zeitpunkte für die einzelnen Vorgänge und die sich daraus ergebenden Pufferzeiten. Jedes Ereignis und jeder Vorgang haben im zeitlichen Ablauf eine früheste (mögliche) und eine späteste (erlaubte) Lage.
Die Berechnung erfolgt in zwei Schritten:
1. Zunächst erfolgt eine Vorwärtsterminierung, bei der ausgehend vom geplanten frühesten Startzeitpunkt des Projekts nacheinander für alle Vorgänge in die Zukunft hinein gerechnet wird. Damit ergeben sich die frühesten Anfangs- und Endzeitpunkte aller Vorgänge.
2. Bei der Rückwärtsterminierung wird umgekehrt vorgegangen; vom Zeitpunkt des geplanten Projektendes wird nun in Richtung der Gegenwart gerechnet. Es ergeben sich die spätesten Anfangs- und Endzeitpunkte der einzelnen Vorgänge.

Besteht für einen Vorgang zwischen dem Ergebnis der Vor- und der Rückwärtsrechnung eine Differenz, so liegt eine Pufferzeit vor. Ein Vorgang, der eine Pufferzeit besitzt, kann zwischen dem frühesten Anfangstermin und seinem spätesten Endtermin um diese Pufferzeit verschoben werden, ohne dass dadurch die Projektdauer negativ beeinflusst wird. Ein Weg durch den Netzplan vom Start- zum Zielknoten, bei dem kein Ereignis Pufferzeiten hat, wird als kritischer Pfad bezeichnet. Eine Verzögerung bei einem der Ereignisse des kritischen Pfades hat immer eine Verzögerung des Endtermins zur Folge.

## Vor- und Nachteile der Netzplantechnik allgemein
Vorteile:
- Zwang zum exakten Durchdenken des Projektablaufs
- übersichtliche Darstellung der Abhängigkeiten
- Möglichkeit der Minimierung der Projektdauer
- höhere Sicherheit in der Termineinhaltung
- deutliche Hervorhebung von Projektengpässen
- Rechtzeitiges Erkennen möglicher Verzögerungen und Abschätzen von Konsequenzen

Nachteile:
- Ungewissheit in der Zeitplanung
- Vorliegen unterschiedlicher (subjektiver) Auffassungen zum Projektablauf
- Pufferzeiten werden schnell durch Aufblähen der einzelnen Aktivitäten verbraucht

## Vor- und Nachteile der Vorgangspfeilnetzpläne (CPM-Netzplantechnik)
Vorteile:
- Einfache Berechnungsregeln und daher einfache Programmierung

Nachteile:
- Modellierung schwierig, da wenige Möglichkeiten bestehen, um komplizierte Abhängigkeiten zwischen verschiedenen Vorgängen einfach zu beschreiben. Siehe insbesondere die Regeln 4 bis 7. Wegen dieses Nachteils werden heute in der Praxis kaum mehr Vorgangspfeilnetzpläne, sondern nur noch Vorgangsknotennetzpläne verwendet.